# تجمع سكاني (علوم)

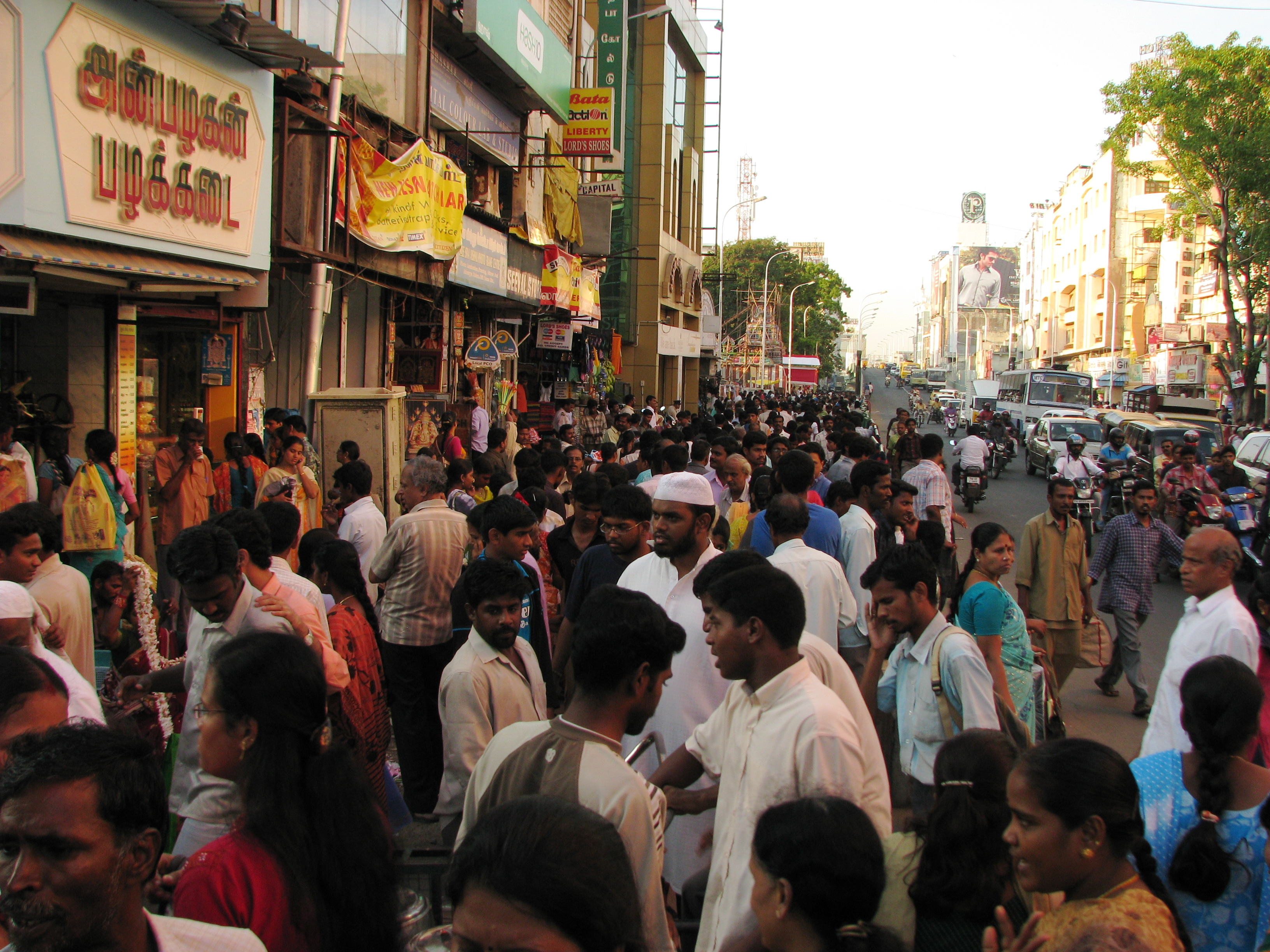

منطقة التجمع السكاني الجنسي هي المنطقة التي يكون فيها احتمال حدوث التكاثر ممكناً بين أي زوج داخل المنطقة، وحيث يكون احتمال التزاوج بين أزواجٍ من نفس المنطقة أكبر من احتمال التكاثر مع أفراد من مناطق أخرى.
في علم الاجتماع، يشير مصطلح التجمع السكاني إلى مجموعة من البشر. أما علم السكان فهو علم اجتماعي يستلزم دراسة إحصائية للتجمعات السكانية البشرية. فالتجمع السكاني بعبارةٍ أبسط هو عدد الأشخاص في المدينة أو البلدة أو المنطقة أو البلد أو العالم. وعادة ما يتم تحديد عدد السكان هذا من خلال عملية تسمى الإحصاء السكاني (عملية جمع وتحليل وتجميع ونشر البيانات).
تبحث هذه المقالة بشكل رئيسي في موضوع التجمعات السكانية البشرية.

## علم الوراثة السكانية (البيئة)
في علم الوراثة السكانية، يمثل التجمع السكاني الجنسي مجموعة من الكائنات الحية التي يستطيع أي زوج من الأفراد القيام بعملية التكاثر. ويعني ذلك أن باستطاعة الأفراد تبادل الأعراس بانتظام لإنتاج ذرية خصبة بشكل طبيعي. ومن المعروف أن مجموعة التكاثر هذه تعرف باسم Gamo deme (أو شُعباء متزاوجة). ويعني ذلك أيضاً أن جميع الأفراد ينتمون إلى نفس النوع. فإذا كان حجم الشُعباء أو Gamo deme كبيراً جداً (أي يقترب من اللانهاية نظرياً)، وإن وُزعت جميع أليلات الجينات بشكل موحد من قبل الأمشاجات الموجودة داخلها، يُقال وقتها أن الشعباء ذات تزاوج عشوائي أو غير انتقائية التزاوج. وبهذه الحالة، يمكن تحويل ترددات الأليل (الجاميت) إلى ترددات النمط الوراثي (البويضة المخصبة) من خلال توسيع المعادلة التربيعية المناسبة، كما أوضح السيد رونالد فيشر في تأسيسه لعلم الوراثة الكمية.
نادراً ما يحدث ذلك في الطبيعة: فتمركز تبادل الأعراس –من خلال قيود التشتت والتزاوج التفضيلي أو عند حدوث كوارث، أو لأسباب أخرى –قد يؤدي إلى قيام شعباء صغيرة بتبادل الأعراس بشكل موحد داخل أنفسها، لكنها تنفصل عن الجماهر الأخرى المجاورة. ومع ذلك، ربما نجد ترددات منخفضة للتبادل بين الجماهر المتجاورة. وقد يُعتبر ذلك أشبه بفصل تجمع سكاني جنسي وكبير (تزاوج عشوائي) إلى تجمعات جنسية متداخلة وأصغر. يؤدي فشل هذا التزاوج العشوائي إلى تغييرين مهمين جداً في التركيب السكاني العام: (1) تختلف مكونات الزواج التجريبية (من خلال أخذ عينات من الأعراس) في ترددات أليلها عند مقارنتها مع بعضها ومع الأصل ذو التزاوج العشوائي نظرياً (يعرف هذا بالتشتت، ويمكن تقدير تفاصيله بتوسيع معادلة ذي الاسمين المناسبة). و(2) يرتفع مستوى الزيجوت متماثلة الألائل في المجموعة الكاملة من الشعباء. يتم قياس الارتفاع الكلي في الزيجوت متماثلة الألائل من خلال معامل زواج الأقارب (f أو φ). ولُوحظ ازدياد وتيرة جميع الزيجوت متماثلة الألائل –سواء كانت ضارة أو مرغوباً فيها.
إن متوسط النمط الظاهري لمجموعة الشعباء أقل من نظيره عند الأصل ذو التزاوج العشوائي، والذي يعرف باسم انحدار زواج الأقارب. ومع ذلك، من المهم أن نلاحظ أن بعض خطوط التشتت ستكون أعلى من الأصل ذو التزاوج العشوائي، بينما يكون بعضها الآخر متماثلاً أو أدنى. ومن الممكن تقدير احتمالات كل من هذه المعادلات ذات الاسمين.
في تزاوج النباتات والحيوانات، طُوّرت إجراءات معينة تعتمد على آثار التشتت (مثل تزاوج الخط ووتزاوج الخط الخالص، والتلقيح الرجعي). يمكن إثبات دور الانتقاء بمساعدة التشتت في حدوث أكبر تقدم وراثي (ΔG = تغيّر في النمط الظاهري)، وهو أقوى بكثير من الانتقاء الذي يعمل بدون أن يصحبه تشتت. وذلك الحال بالنسبة للتلقيح الخلطي (الإخصاب العشوائي) والشعباء ذات الإخصاب الذاتي.
أما في علم البيئة، فباستطاعتنا تقدير تعداد أنواع محددة في منطقة معينة باستخدام مؤشر لينكولن.

## التجمع السكاني البشري العالمي
وفقاً لمكتب الإحصاء الأمريكي، بلغ عدد سكان العالم نحو 7.55 مليار في عام 2019 ، وقد تم تجاوز الرقم 7 مليارات في الثاني عشر من شهر آذار عام 2012. ووفقاً لإحصائيات منفصلة صادرة عن الأمم المتحدة، تجاوز عدد سكان الأرض سبعة مليارات في تشرين الأول من عام 2011، وهو حدثٌ هام يطرح تحديات وفرصاً غير مسبوقة للبشرية جمعاء، وفقاً لـ UNFPA أو صندوق الأمم المتحدة للسكان.
وحسب الأوراق التي نشرها مكتب الإحصاء الأمريكي، بلغ عدد سكان العالم 6.5 مليار نسمة في الرابع والعشرين من شهر شباط عام 2006. وصنف صندوق الأمم المتحدة للسكان يوم 12 تشرين الأول من عام 1999 باعتباره اليوم التقريبي الذي وصل فيه عدد سكان العالم إلى 6 مليارات نسمة. وذلك بعد نحو 12 عاماً من بلوغ عدد سكان العالم نحو 5 مليارات في عام 1987، و6 سنوات بعد بلوغهم الـ 5.5 مليار نسمة في عام 1993. إن عدد السكان في دول مثل نيجيريا ليس معروفاً تماماً حتى لو قربناه إلى رقم من فئة المليون. لذا هناك هامش خطأ واضح وكبيرٍ في هذه القياسات.
وجد الباحث كارل هوب أن أكثر من 100 مليار شخص ربما ولدوا خلال 2000 سنة مضت.

## النمو المتوقع والانخفاض
ازداد النمو السكاني بشكل ملحوظ مع تباطؤ الثورة الصناعية منذ عام 1700 فصاعداً. كما شهدت السنوات الخمسون الماضية زيادة أسرع في معدل النمو السكاني بسبب التقدم الطبي والزيادة الملحوظة في الإنتاج الزراعي، وبدأت هذه الزيادة بشكل خاص منذ ستينيات القرن الماضي، ويعود ذلك إلى الثورة الخضراء. في عام 2017، توقعت شعبة السكان في الأمم المتحدة أن يبلغ عدد سكان العالم نحو 9.8 مليار في عام 2050 و11.2 مليار في عام 2100.
من المتوقع أيضاً أن يصل تعداد السكان في العالم إلى ذروته في المستقبل ثم ينخفض بعد الوصول إلى الذروة نتيجة الأسباب الاقتصادية والمخاوف الصحية واستنفاد الأراضي والأخطار البيئية. ومن المحتمل جداً أن يتوقف سكان العالم عن النمو قبل نهاية القرن الحادي والعشرين، وذلك حسبما جاء في أحد التقارير. وعلاوة على ذلك، من المحتمل أن ينخفض عدد السكان فعلياً قبل عام 2100. حيث انخفض عدد السكان في العقد الماضي أو العقدين الأخيرين في أوروبا الشرقية ودول البلطيق وفي رابطة الدول المستقلة.
تميز نمط السكان في المناطق الأقل نمواً في العالم في السنوات الأخيرة بزيادةٍ في معدلات المواليد تدريجياً. وحدث هذا الازدياد بعد الانخفاض الحاد في معدلات الوفيات. وغالباً ما يشار إلى هذا الانتقال من معدلات المواليد والوفيات المرتفعة إلى معدلات المواليد والوفيات المنخفضة باسم التحول الديموغرافي.

## السيطرة
السيطرة على تعداد السكان هي ممارسة تفيد في تغيير معدل نمو السكان. وطُبقت هذه الممارسة تاريخياً على البشر بهدف زيادة معدل النمو السكاني. فخلال الفترة الواقعة من خمسينيات إلى ثمانينيات القرن الماضي، أدت المخاوف بشأن النمو السكاني العالمي وتأثيراته المتزايدة على الفقر والتدهور البيئي والاستقرار السياسي إلى بذل جهود مضاعفة للحد من معدلات النمو السكاني. ربما تحمل السيطرة على السكان في طياتها على إجراءات لتحسين حياة البشر من خلال منحهم سيطرة أكبر على معدلات الإنجاب، لكن بعض البرامج، وأبرزها سياسة الطفل الواحد لكل عائلة التي اتبعتها الحكومة الصينية، لجأت إلى اتخاذ تدابير قسرية. للتحكم في التركيب السكاني، يتم إجراء القياس باتباع طريقة النموذج المختلط الفعال (EMMA)، والتي تصحح التركيب السكاني والارتباط الوراثي في مسح ارتباط الكائنات الحية النموذجية.
ازداد الضغط بين دعاة السيطرة على معدلات النمو السكاني والناشطات في مجال صحة المرأة اللواتي دعمن حقوقهن في الإنجاب باعتبارها جزءاً من نهج قائم على حقوق الإنسان، وذلك في عام 1978. أدت المعارضة المتزايدة للتركيز الضيق على مفهوم السيطرة إلى تغيير كبير في سياسات التحكم بالتعداد السكاني في أوائل الثمانينات.